# Lex Romana Visigothorum

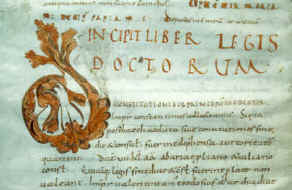
Manoscritto del Breviario di Alarico conservato alla Università di Auvergne (Clermont I), Francia, X secolo

La Lex Romana Visigothorum (o Wisigothorum), detta anche Breviarium alaricianum, è una raccolta di leggi scritte composta dai Visigoti durante il loro dominio nella Gallia meridionale, con capitale Tolosa, voluta da Alarico II nel 506. Esso affiancò il primissimo Codex euricianus (476 circa) di re Eurico, caratterizzato da una applicazione territoriale e non personale.
Si trattò di un compendio tra il diritto romano teodosiano per la popolazione latina assoggettata ai Visigoti, con un'antologia di fonti normative romane vigenti, raccolte nel testo originale e non in compendi parafrasati, come spesso avveniva nei volgarizzamenti.

## Struttura
Si divideva in due sezioni:
1. una di leges, contenente 1/8 del codice Teodosiano, alcuni editti dello stesso Teodosio II, vari editti di Valentiniano III;
2. una seconda sezione di Iura, contenente ampia scelta delle Pauli sententiae, Liber Gai, codici Gregoriano ed Hermogeniano (particolare proprio la presenza di questi ultimi tra gli Iura: nel codice Teodosiano erano stati considerati leges, mentre nella Lex Romana Visigothorum vennero inseriti tra gli iura in virtù della loro natura personale).

## Varie valutazioni
Si dice che il re avesse deciso di farla redigere al fine di ingraziarsi i vescovi e la popolazione cattolica (egli era infatti ariano), desiderosi di una semplificazione dell'ordinamento.
La Lex Romana Visigothorum si affiancò ad un altro complesso normativo già esistente, il codice di Eurico, emanato vari anni addietro da re Eurico. A questi si contesta oggi non di aver emanato leggi, bensì di averle raccolte in un unico complesso normativo. Questo farebbe di Alarico II l'autore di un immenso monumento legislativo, di importanza plurisecolare.
Si è a lungo creduto che la Lex Romana Visigothorum fosse stata emanata in virtù del principio di personalità del diritto, e che fosse quindi rivolta ai romani residenti nel regno, mentre la Lex Wisigothorum fosse rivolta soltanto ai Goti.
In realtà, le due leges stavano in un rapporto di Genus et Species: il popolo visigoto, da sempre più interessato alla guerra che alla civiltà, aveva forti difficoltà ad utilizzare la Lex Romana Wisigothorum. Ne utilizzò perciò la sua specificazione, la lex Wisigothorum, sommariamente uguale nel contenuto e diversa invece per forma e complessità.
È infatti probabile che i visigoti facessero uso della Lex Romana Wisigothorum per risolvere situazioni complesse, e usassero invece la Lex Wisigothorum per situazioni semplici, o anche che la Lex Visigothorum fosse per i Visigoti e di riflesso per i Romani mentre la Lex Romana Visigothorum per i Romani e di riflesso per i Visigoti.